# Tar (Qoradaryo)
Der Tar (kirgisisch Тар) ist der linke Quellfluss des Kara-Daryja (Qoradaryo) im Oblus Osch im Südwesten von Kirgisistan (Zentralasien).
Der Tar entsteht am Zusammenfluss von Oy-Tal und Kara-Bel. Er fließt anfangs nach Nordwesten, später nach Westnordwest durch das Vorgebirge zwischen Alaigebirge im Süden und Ferghanagebirge im Norden. Der Fluss nimmt den Kulun, Abfluss des Kulun-Sees, von rechts auf. Am Unterlauf befindet sich der Ort Say am linken Flussufer. Schließlich vereinigt er sich mit der weiter nördlich verlaufenden Karakuldscha zum Kara-Daryja. Der Tar hat eine Länge einschließlich der Quellflüsse Kegart, Alaykuu und Oy-Tal von 192 km. Sie entwässert ein Areal von 4420 km². Der mittlere Abfluss beträgt 45,4 m³/s.